# Товстых, Евгений Васильевич
Евгений Васильевич Товстых (1905—1981) — учёный, кораблестроитель, директор Балтийского завода и судостроительного завода в Зеленодольске, ректор Ленинградского кораблестроительного института, профессор, Заслуженный деятель науки и техники Дагестанской АССР, почётный доктор Политехники Гданьского политехнического института, доктор наук Ростокского университета.

## Биография
Евгений Васильевич Товстых родился 16 (29) апреля 1905 года в селе Рышканы Белецкого уезда Бессарабской губернии в многодетной семье. Дед по материнской линии был литейщиком на судостроительном заводе в Николаеве, а отец и дед по отцу работали на почте.
С 1920 года Евгений Товстых работал рассыльным, в 1923 году стал телеграфистом на почте, занимался комсомольской работой. Проходил срочную службу в частях особого назначения. С 1926 года работал разметчиком, сборщиком, строителем кораблей на Черноморском судостроительном заводе в Николаеве, учился на рабфаке. В 1929 году поступил в Николаевский кораблестроительный институт.
После окончания института, 3 октября 1933 года, получил направление на работу в Ленинград на Балтийский завод. Работал помощником сборочного мастера корпусного цеха, затем мастером, начальником участка, а с 19 октября 1937 года — начальником корпусного цеха. С 1936 по 1937 годы проходил стажировку в Генуе и Ливорно (Италия) на заводе судостроительной фирмы «Ансальдо», которая строила для Советского Союза лидер эскадренных миноносцев «Ташкент» и поставляла механизмы для крейсера «Киров».
21 октября 1939 года был назначен директором Балтийского судостроительного завода имени Серго Орджоникидзе. Под его руководством завод строил новые проекты кораблей — подводные лодки, эсминцы, крейсера, мощные ледоколы и линкоры типа «Советский Союз».
17 октября 1941 года Е. В. Товстых приказом Наркома судостроительной промышленности СССР И. И. Носенко был назначен директором судостроительного завода № 340 в Зеленодольске. Под его руководством был принят эвакуированный в Зеленодольск из Киева завод «Ленинская кузница», в короткие сроки была проведена перестройка производства на военный лад. В годы Великой Отечественной войны завод выполнял заказы для фронта: производил боезапасы, строил бронекатера с танковыми башнями и противолодочные корабли, организовал выпуск аэросаней. В 1943 году завод получил Переходящее Красное Знамя Государственного Комитета Обороны и Министерства судостроительной промышленности. В годы войны Товстых за успешную работу по организации производства продукции для фронта был награждён орденом Красной Звезды (в 1942 году) и тремя медалями.
7 июня 1945 года Е. В. Товстых был назначен директором Ленинградского кораблестроительного института, профессорско-преподавательский состав и студенты которого вернулись после эвакуации из города Пржевальска Киргизской ССР. Под руководством Товстых было проведено восстановление учебной базы института, и с 1 сентября 1945 года в нём возобновились занятия. С 1958 года должность директора была заменена на ректора института. В этой должности Товстых проработал до 1976 года.
В 1959 году Е. В. Товстых защитил кандидатскую диссертацию. В 1965 году совместно с директором завода Севмаш Е. П. Егоровым создал филиал Ленинградского кораблестроительного института в Северодвинске — Севмашвтуз.
В 1965 году ему было присвоено почётное звание «Заслуженный деятель науки и техники Дагестанской АССР» и он стал почётным доктором Политехники Гданьского политехнического института. В 1968 году был награждён Почётной грамотой Президиума Верховного Совета РСФСР и стал почётным доктором наук Ростокского университета. В 1972 году принимал участие в создании филиала Ленинградского кораблестроительного института в Каспийске, который впоследствии стал Дагестанским политехническим институтом. С 1976 года, после ухода на пенсию, работал профессором кафедры технологии судостроения и руководил комиссией по изучению истории института.
Умер в 1981 году в Ленинграде. Похоронен на Серафимовском кладбище.

## Награды
Евгений Васильевич Товстых был награждён многими орденами и медалями:
- Орден Красной Звезды (1942)
- Орден «Знак Почёта» (1949, 1957)
- Орден Ленина (1961)
- Орден Трудового Красного Знамени (1969)
- Орден Октябрьской Революции (1971)
- Орден Дружбы народов (1975)
- Орден Кирилла и Мефодия 1 степени (Болгария, 1969)
- Медали.

## Память
- В 1985 году именем Е. В. Товстых назван контейнеровоз Балтийского морского пароходства — «Профессор Товстых», который был построен на Варновской верфи в ГДР[11][12].
- 29 октября 2015 года в Санкт-Петербургском государственном морском техническом университете была открыта памятная доска в честь первого ректора ЛКИ Евгения Васильевича Товстых[13][3].

## Семья
Евгений Васильевич был женат на Марии Гавриловне (1912—1999), их сыновья: Леонид (1946—2008) и Игорь пошли по стопам отца, были преподавателями СПбГМТУ. Леонид Евгеньевич был кандидатом технических наук, доцентом кафедры информационных технологий.